# Annie Montague Alexander
Annie Montague Alexander, född den 29 december 1867 i Honolulu, Kungariket Hawaii, död den 10 december 1950 i Oakland, Kalifornien, USA, var en amerikansk filantrop och paleontolog.
Hon grundade University of California Museum of Paleontology och Museum of Vertebrate Zoology samt finansierade deras samlingar liksom en rad paleontologiska expeditioner till västra USA under övergången till 1900-talet. Hon deltog själv i många av dessa expeditioner och fick ihop en imponerande samling fossiler och exotiska vilda djur.
Åtminstone 17 arter djur och växter, t. ex. Hydrotherosaurus alexandrae, är uppkallade efter henne, liksom Lake Alexander i Alaska.